# Муранська Длга Лука
Муранська Длга Лука (словац. Muránska Dlhá Lúka; нім. Langewiese bei Murran; угор. Murányhosszúrét) — село, громада в окрузі Ревуца, Банськобистрицький край, Словаччина. Населення — 904 особи (за оцінкою на 31 грудня 2017 р.).
Знаходиться за 4 км на північний захід від адмінцентра округу міста Ревуца.
Вперше згадується в 1357 році.

## Географія
Найвища точка — гора Радзім (словац. Radzim, 960 м) — на кадастровій межі із громадами Муранська Здихава і Ревуца.

## Населення
| Рік:            | 1994. | 2004.   | 2014.    | 2024.   |
| --------------- | ----- | ------- | -------- | ------- |
| Кількість осіб: | 722   | 782     | 894      | 938     |
| Різниця:        |       | +8,31 % | +14,32 % | +4,92 % |

| Рік:            | 2023. | 2024.   |
| --------------- | ----- | ------- |
| Кількість осіб: | 936   | 938     |
| Різниця:        |       | +0,21 % |

## Транспорт
Автошлях 532 (Cesta II. triedy 532) Торналя — Єлшава — Ревуца — Мурань.
Залізничний зупинний пункт Muránska Dlhá Lúka лінії Плешівец — Мурань.

## Пам'ятки
- Костел святого Міхала, готика.